# 토로로구

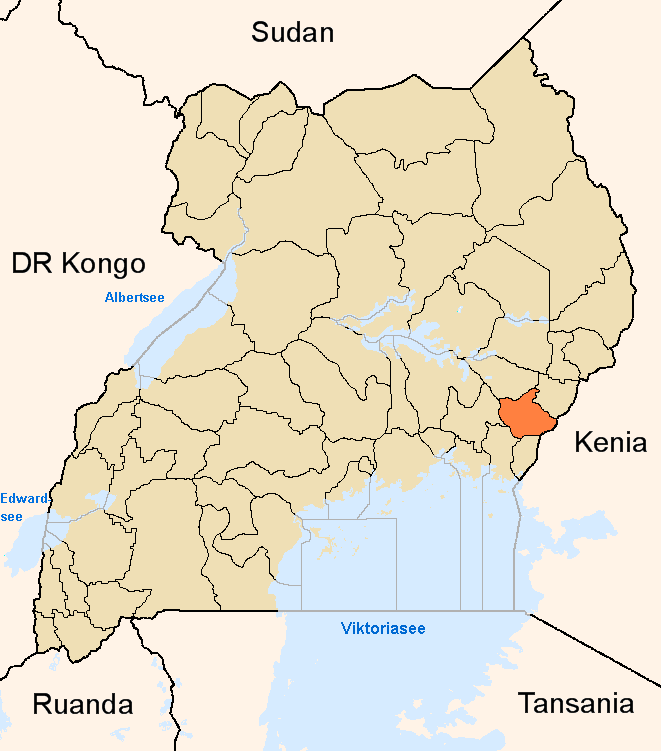
토로로 구의 위치

토로로구(Tororo)는 우간다 남동부에 위치한 구로, 행정 중심지는 토로로이며 인구는 398,601명(2002년 인구 조사 기준)이다.
행정 구역상으로는 동부 주에 속하며 2개 군(키소코 군, 토로로 군)을 관할한다. 북동쪽으로는 음발레 구와 마나프와 구, 남서쪽으로는 부기리 구, 동쪽으로는 케냐 서부 주와 접한다.